# 메시에 14
M14(NGC 6402)는 뱀주인자리에 있는 구상 성단이다. 1764년 샤를 메시에가 메시에 천체 목록에 넣었다.
M14는 지구에서 약 30,300광년 떨어져 있으며, 겉보기 등급은 +8.32등급이다. 시직경은 11분으로 약 100광년 정도의 크기이다. 대략 10,000여개의 별로 구성되어 있으며, 총 밝기는 태양의 약 400,000배이다.

## 같이 보기
- 메시에 천체 목록